# Chladni Márton
Chladni Márton (Chladenius Márton) (Körmöcbánya, 1669. október 25. – Wittenberg, 1725. szeptember 12.) hittudós, egyetemi tanár, evangélikus lelkész.

## Élete
Chladni György fia volt. Az üldözések elől szüleivel együtt ő is Görlitzbe menekült és ott tanulta a humaniórákat; 1688. június 16-ától Wittenbergben a bölcseletet és teológiát hallgatta, innét Drezdába ment és 1695-ben jesseni lelkész és püspök, 1704-ben Wittenbergben licentiatus theologiae, 1710-ben ugyanott az egyetemen teológiatanár, 1719-ben a vártemplomban prépost-lelkész lett.

## Munkái
- Dissertatiode fide ac ritibus ecclesiae Graeciae hodiernae, contra Nau et Allacium. Vittebergae, 1693.
- Dissertatio de ecclesiis Colchicis eorumque statu, doctrinae ritibus. Uo. 1702. (A munka végéhez csatolva: Epistola de abusu chemiae in rebus sacris ad Theoph. Wernsdorffium.)
- Disputatio de diptychis veterum. Uo. 1703.
- Der verklärte Jesus oder 12 Betrachtungen über die Historie der Verklärung Christi. Leipzig, 1709.
- Disputatio de monotheismo Honorii papae, in concilio oecumenico VI. damnati. Vitembergae, 1710.
- Dissertatio de conciliatione Mosis et Stephani circa Abrahamum. Uo. 1710.
- Dissertatio de ecclesia plantata. Uo. 1711.
- Disputatio de haeresibus antiquis falso nobis imputatis. Uo. 1711.
- Dissertatio de metu diei extremae apud heterodoxos aut intempestivo aut nullo ad orac. P. 2. Thess. 2, 1–3. Uo. 1711.
- Dissertatio de verbis institutionis in sacra coena ex formula jud. non explicandis, novarum opinionum discutiendarum causa. Uo. 1711.
- Dissertatio de natura absolutionis evangelicae nostrorum temporum causa instituta. Uo. 1712.
- Dissertatio de vindiciis baptismi evangelico-Lutherani adversus novatorum conatus. Uo. 1712.
- Dissertatio de examine theologiae pacificae, seu comparativae a Jacobo Gaerdenio propositae. Uo. 1712.
- Dissertatio de computo Dei in salvandis electis. Uo. 1712.
- Dissertatio de sanctis fictitiis papismi. Uo. 1712.
- Disputatio de cognomine BoanergeV filiis Zebedaei binis imposito, ad Marc. III. 17. Uo. 1712.
- Disputatio de violatione templi mystici, I. Cor. III. 17. Uo. 1712.
- Disputatio de philadelphianismo ecclesiae nostrae oblato. Uo. 1712.
- Dissertatio de Plhrojonia justificatorum cum absolutione ministri conciliabili. Uo. 1713.
- Disputatio de damnis et emolumentis ex controversia circa theologiam impiorum. Uo. 1713.
- Disputatio de Synesio Cyrenensi. Uo. 1713.
- Disputatio de abrenunciatione baptismali ex I. Petri III, 21. Uo. 1713.
- Disputatio de fede simplici ex II. Cor. XI, 3. Uo. 1714.
- Disputatio de significatione voculae touto in verbis coenae demonstrativa non comparativa. Uo. 1715.
- Disputatio de revelationibus Brigittae Suecicae. Uo. 1715.
- Disputatio de inspiratis sine spiritu ex Epist. Judae V. 19. Uo. 1715.
- Disputatio de trifolio infausto Chiliasmi, Deismi et Apocatastatismi theismo non inimico. Uo. 1715.
- Disputatio de oeconomia Dei nova per praeconium poenitentiae extraordinarium non expectenda. Uo. 1715.
- Disputatio de Qeomacia ex consilio Gamalielis cavenda. Uo. 1715.
- Disputatio de visionibus Hildegardis. Uo. 1716.
- Disputatio de conscientia cauteriata. Uo. 1716.
- Disputatio de examine doctrinae Quesnellianae, de fide justificante, bulla papali condemnatae. Uo. 1716.
- Examina doctrinae Quaesnellianae de fide justificante: De ecclesia ejusque memoris, capite, notis et attributis, bulla papali condemnatae. Uo. 1716.
- Disputatio prior adversus Lamindum Pritanium vindicans methodum evangeliorum in inquirenda veritate coelesti. Uo. 1717.
- Disputatio posterior, refellens methodum pontificiorum in inquirenda veritate coelesti. Uo. 1717.
- Disputatio de reformationis opere tamquam miraculo. Uo. 1717.
- Justi Schoepfferi Lutherus non combustus, cum praefatione. Uo. 1717.
- Disputatio de spolio seductorum in fideles commisso ex Coloss. II, 8. Uo. 1717.
- Disputatio de vindiciis reformationis Lutheri a nonnullis novatorum praejudiciis. Uo. 1717.
- Disputatio de Israelis in sua religione constantia. Jos. XXIV, 15. 16. Uo. 1717.
- Programma contra dicam jubilaeorum. Uo. 1718.
- Disputatio de ritibus et ceremoniis in festo jubilaeo reformationis Lutherii non interdicendis. Uo. 1718.
- Disputatio de sanctis Poiretianis non sanctis. Uo. 1718.
- Disputatio de pharisaeis et scribis in cathedra Mosis sedentibus audiendis. Matth. XXIII, 1. 3. Uo. 1718.
- Disputatio de promovendis commodis ecclesiae evangelico-Lutheranae. Uo. 1718.
- Disputatio de differentia apostolorum, prophetarum et doctorum. Uo. 1719.
- Disputatio de eligenda religione contra Iren. Elpistium. Uo. 1719.
- Disputatio de poenitentia infantum. Joel. II, 16. Uo. 1719.
- Zur Busse rufender evangelischer Prediger in einer Antrittsrede aus Joel. II, 12. ff. vorgestellet. Uo. 1719.
- Disputatio, num bona opera sint ipsa vita aeterna. Uo. 1720.
- Disputatio de ecclesia sub episcopo viduo non vidua. Uo. 1720.
- Disputatio de studio pietatis genuino I. Tim. VI, 11. Uo. 1720.
- Disputatio de fidei probatione divina. l. Petr. I, 7. Uo. 1721.
- Erfreuliche Friedenspredigt Esaiae an sein Volk, aus Jes. LV, 6. 7. vorgetragen. Uo. 1720.
- Disputatio de consilio Irenico novissimo alloquii Tubingensis circa doctrinam de persona Christi. Uo. 1722.
- Disputatio de enthusiasta prae Atheo incurabili. Uo. 1722.
- Disputatio de introversione hominis in seipsum cum vera, tum fanatica. Uo. 1723.
- Disputatio de summo gradi tentationum spiritualium. 2. Cor. XII, 7. 8. 9. Uo. 1723.
- Programma. Uo. 1723.
- Disputatio de methodo concionandi Christi. Uo. 1724.
- Institutiones homileticae. Uo. 1724. (és Lipsiae, 1732.)
- Institutiones theologiae exegeticae Vittebergae, 1724.
- Disputatio de epilogo orationis dominicae vindicato. Uo. 1724.
- Dissertatio de lectione Sacrae Scripturae omnibus hominibus libera. Uo. 1724. és 1725.
- Institutiones exegeticae, regulis et observationibus luculentissimis instructae. Uo. 1725. és 1740.
- Disputatio de theologia emblematica. Uo. 1725.
- Institutiones theologiae moralis. Uo. 1726. és 1739.
- Disputatio de introversione hominis in se ipsum cum vera, tum fanatica. Uo. 1729. (2. kiadás?)
- Institutiones passionales. Schnaebergae, 1732.
- Sylloge positionum theologicarum in usum disputantium. Hely és év sz.